# إيناكي بولان
إيناكي بولان (بالإسبانية: Iñaki Bollaín)‏ هو لاعب كرة قدم إسباني في مركز الدفاع، ولد في 6 أكتوبر 1974 في لاريدو في إسبانيا. لعب مع راسينغ سانتاندير وسانجونيرا أتلتيكو ونادي بورغوس ونادي غرناطة ونادي ليفانتي ونادي نوفيلدا.